# Rue Sainte
Pour les articles homonymes, voir Sainte (homonymie).
La rue Sainte est une voie marseillaise.

## Situation et accès
Cette rue située dans les 1er et 7e arrondissements de Marseille, va de la rue Paradis à la rampe Saint-Maurice.
Cette rue transversale traverse les quartiers de l'Opéra et de Saint-Victor sur 1 kilomètre. Elle est parallèle au quai de Rive-Neuve situé sur le vieux port, au cours Pierre-Puget ainsi qu’au boulevard de la Corderie.
Elle est desservie à sens unique par la ligne de bus  de la rue Breteuil à la rue d'Endoume en direction du Roucas-Blanc. Jusqu’en 2007, elle fut aussi desservie par la ligne  en direction de Bompard en provenance de la Joliette.

## Origine du nom
Elle se nomme ainsi car elle mène à l’Abbaye Saint-Victor de Marseille. Le 27 de sa rue, maintenant emprunté par le restaurant pastis et olives, fut auparavant une chapelle. En effet la fameuse chapelle de la rue sainte marseillaise abritait entre autres le cardinal de la phocéenne. Bâti en 1323, elle est par ailleurs la plus vieille de la ville Marseillaise.

## Historique

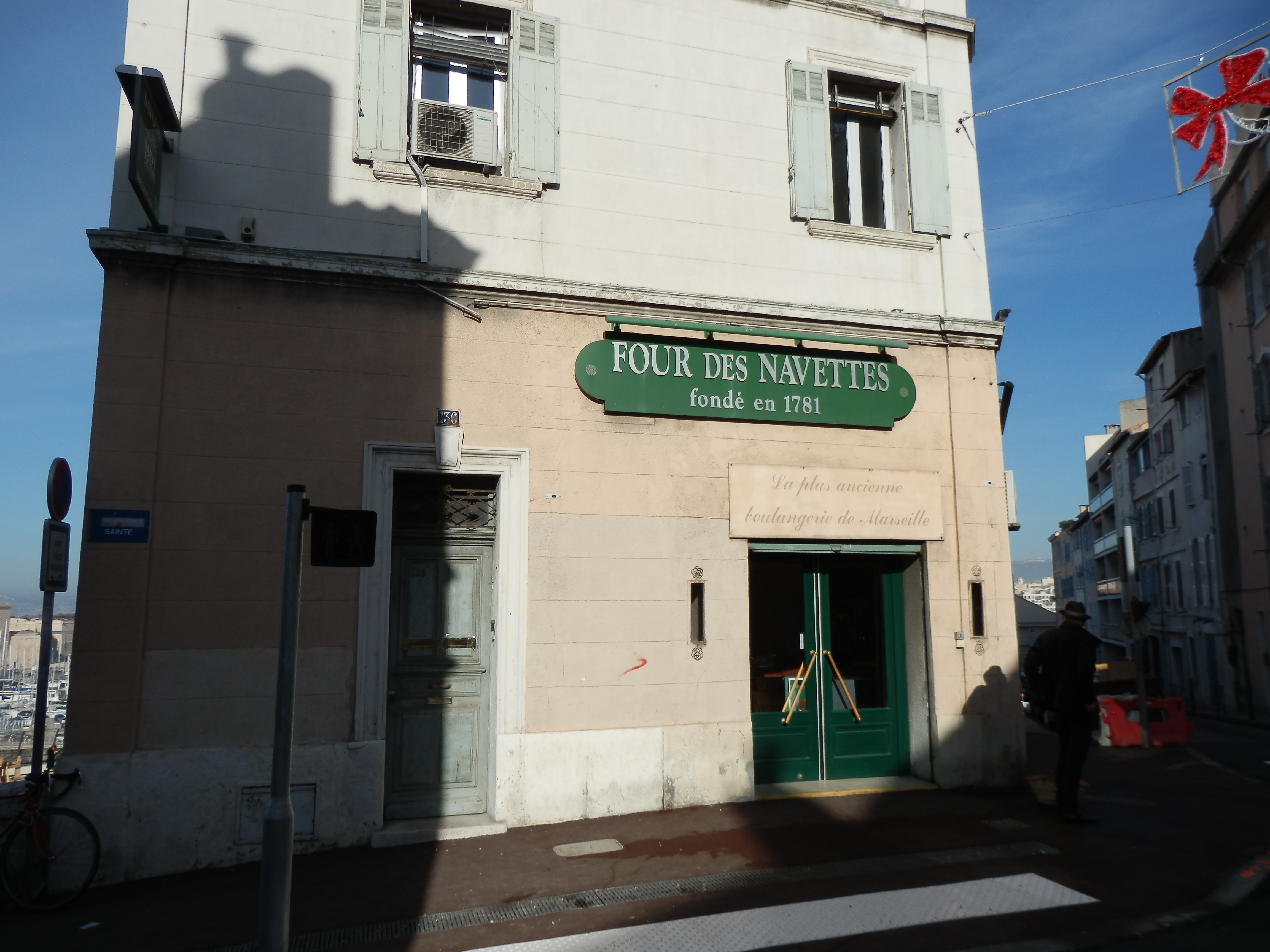
Le four des navettes, située rue Sainte.

Elle se nommait sous la Révolution « rue Pythéas » puis « rue Saint-Ginier » de la rue Paradis à la rue Fort-Notre-Dame et « rue Saint-Roch » entre cette même rue et l’abbaye ainsi que « rue des Industries »,.
Elle est classée dans la voirie de Marseille le 28 avril 1855.

## Bâtiments remarquables et lieux de mémoire
- Au numéro 136 se trouve le four des navettes, boulangerie-pâtisserie traditionnelle fondée en 1781[3].
- À proximité de la place Saint-Victor se trouve l’abbaye éponyme.